# Overhal aldrig hvis De er i tvivl
|  | Denne artikel er oprettet af botten Steenthbot ud fra en ekstern database. Den kan derfor have sproglige fejl eller mangler. Denne skabelon kan fjernes efter kontrol af indholdet. |

Overhal aldrig hvis De er i tvivl er en dansk oplysningsfilm fra 1968 instrueret af Kai Reinhardt.

## Handling
Færdelsfilm, der oplyser bilister om farerne ved overhalinger på tosporede veje og giver råd til hvordan man undgår overhalingsulykker.
Fremstillet som fem pausefilm til TV, derefter sat sammen til én film.